# Jon Lange
Jon Lange, född 1980 i Søborg i Köpenhamn, är en dansk skådespelare. 
Han utbildade sig på Skuespillerskolan på Odense Teater under 2011. Han har även studerat Shakespeare med Lars Lunøe och lärde Meisner-tekniken med Willame Esper i New York.
Han blev känd när han medverkade i filmen Midsommar tillsammans med bland andra Kristian Leth. Hans prestationer i denna film gav honom en nominering till Bäste nya skådespelare i dansk film under 2003.

## Filmografi
- Midsommar (2003)
- Unge Andersen (2005)
- Allegro (2005)
- Den sorte Madonna (2007)
- Kollegiet (2007)